# Somogysámson
Somogysámson je vas na Madžarskem, ki upravno spada pod podregijo Marcali Šomodske županije.